# Коли (сопка)
Коли (фин. Koli) — самая крупная сопка в финляндской провинции Северная Карелия, находится на западном берегу озера Пиелинен в Восточной Финляндии, в общине Лиекса. Высота Коли составляет 347 метров над уровнем моря. Большая часть возвышенности состоит из белого кварцита возрастом около 2 млрд лет. Старые карты до XIX века свидетельствуют, что раньше Коли называли Mustarinta (букв. «чёрная грудь»). Коли делится на три главные вершины, названия которых восходят к названиям языческих божеств: Акка-коли, Паха-коли и самая высокая из этих вершин — Укко-коли. Панорама сопки Коли входит в список национальных пейзажей Финляндии.

## История и современность
Коли является остатком более крупной возвышенности, которая издавна располагалась в этом районе. В непосредственной близости от Коли обнаружены следы подсечно-огневого земледелия.
В настоящее время Коли – знаменитый природный курорт, на территории которого располагается национальный парк. В парке проводятся исследовательские работы по изучению, сохранению и восстановлению характерного природного ландшафта. Коли привлекает туристов уникальным ландшафтом, туристическими маршрутами и тропами, располагающимися как в самом парке, так и на вершинах. Общая протяженность маршрутов ~ 60 км. На Коли находится также популярные горнолыжные склоны и лыжные трассы.

## Достопримечательности

### Пирункиркко

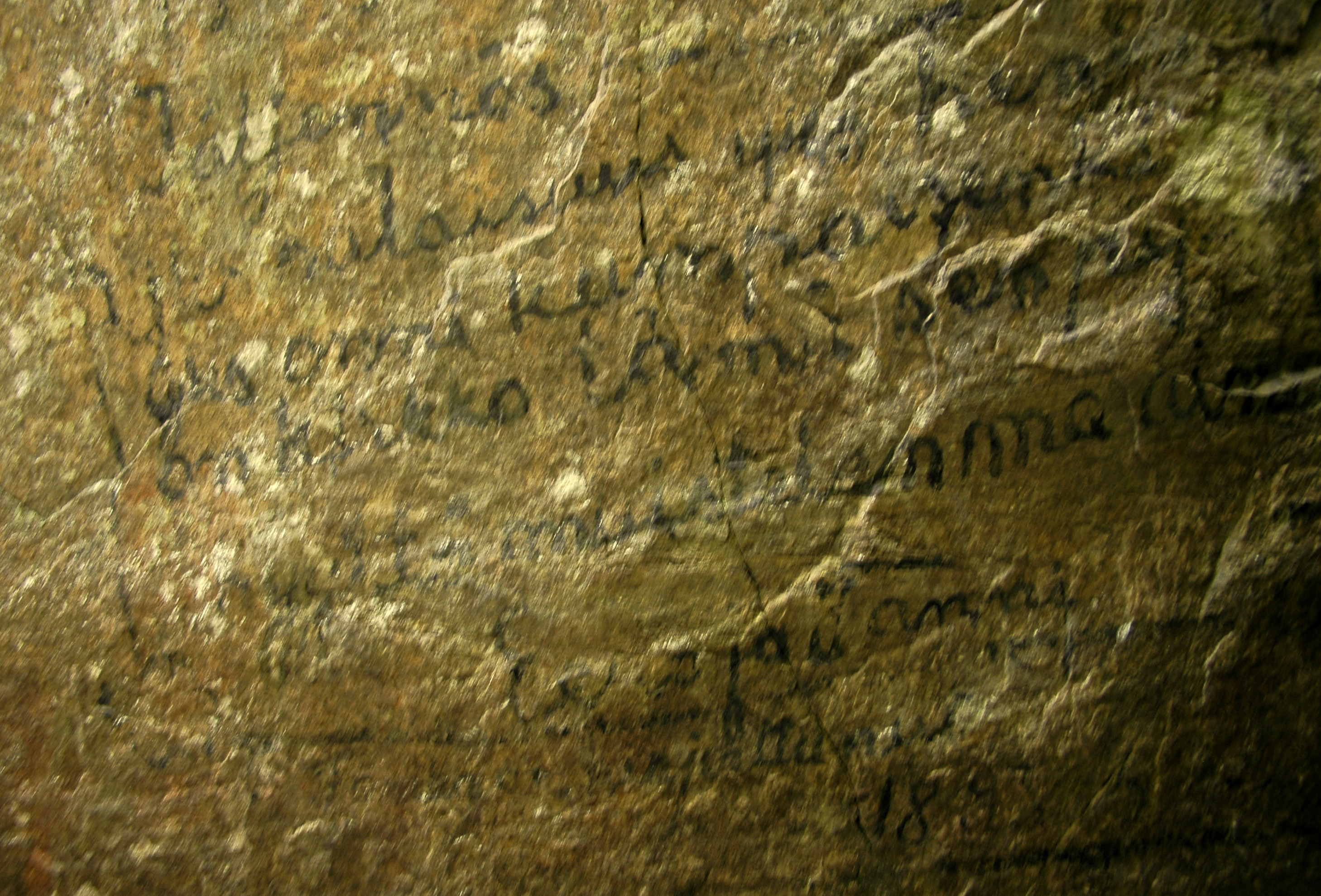
Поэма Ээро Ярнефельта на стене пещеры

Пирункиркко («чертова церковь») — одна из пещер на Коли. Пирункиркко расположена на вершине Укко-коли. Высота пещеры колеблется от 1 до 7 м, а длина составляет 34 м. В древности Пирункиркко было местом отправления разных языческих ритуалов. Кроме того, этот объект был местом культурного паломничества, а знаменитый финский художник Ээро Ярнефельт, будучи на Коли в 1830 году, написал на стене этой пещеры поэму.

### Ухрихалкеама
Ухрихалкеама – это расщелина в скале, которая, вероятно, использовалась для ритуальных жертвоприношений. Расщелина расположена на северном склоне Коли. В конце XIX века в расщелине были найдены золотые и серебряные монеты.

### Ледовый путь и паром
Зимой между Коли и Вуонислахти прокладывается ледовая дорога. Эта дорога – самая длинная из ледовых дорог в Финляндии. Летом между этими пунктами курсирует паром «Коли–Лиекса».